# Sony α7R V

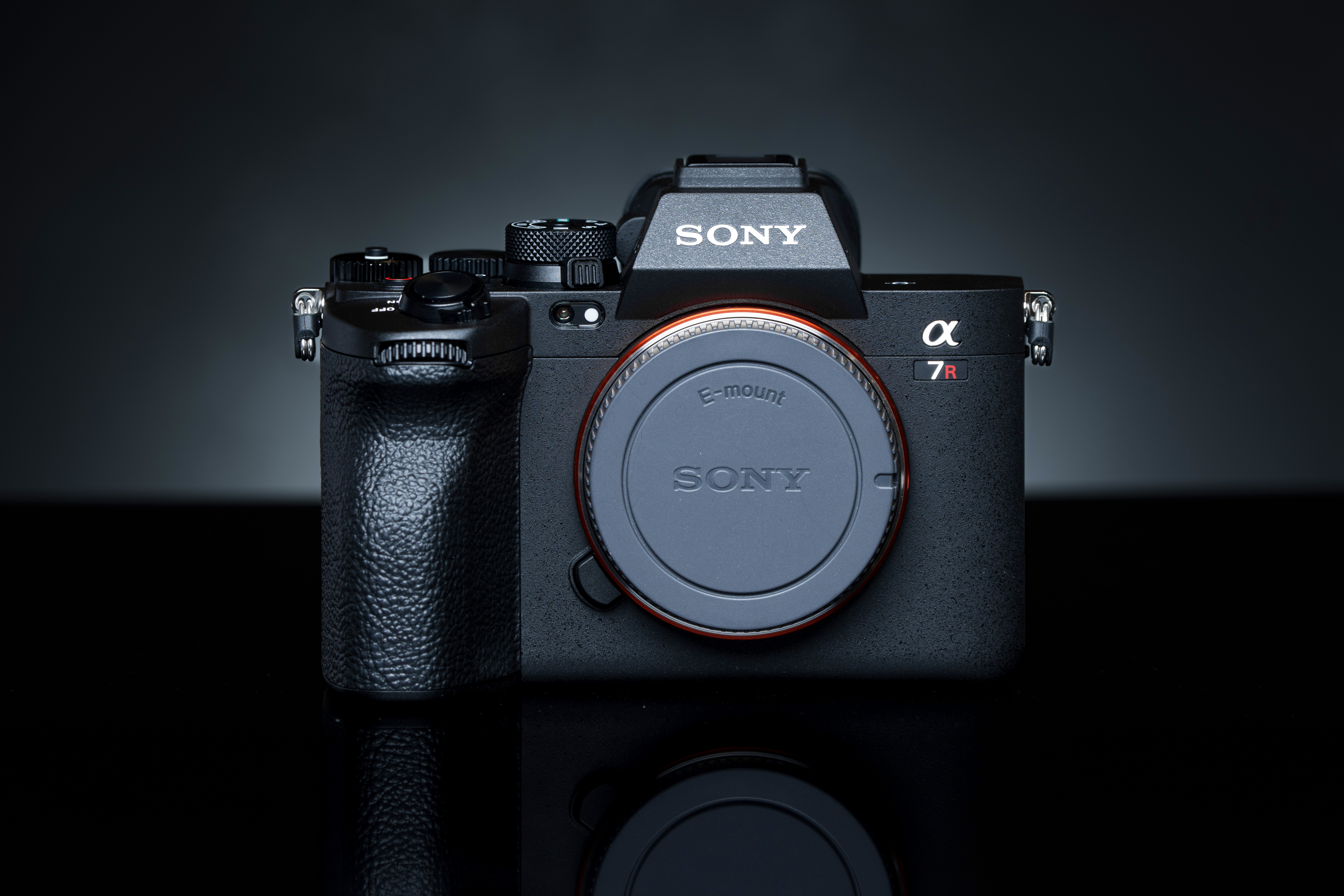
Sony α 7R V

Sony α (Alpha) 7R V je plnoformátový bezzrcadlový fotoaparát, který má výměnné objektivy. Fotoaparát byl vyroben společnosti Sony a byl uveden na trh v říjnu 2022. Model α 7R V využívá moderní zpracování umělé inteligence (AI), které umožňuje zlepšit přesnost rozpoznávání subjektů na základě podrobných informací o tvarech. 

## Fotografický systém
Fotoaparát má rozlišení až 9504 × 6336 pixelů v poměru stran 3:2, stejně jako jeho předchozí verze. Kromě formátů JPEG a HEIF podporuje vlastní RAW formát, přičemž RAW snímky lze ukládat v různých úrovních komprese. V komprimovaném RAW lze pořizovat 10 snímků za sekundu a nepřetržitě až 583 RAW snímků v řadě. Novinkou v sérii α je to, že model α 7R V má pátou osu stabilizace, která nabízí 8 kroků stabilizace pouze v těle fotoaparátu. Pomocí ní dosahuje efektivní stabilizace nočních scén, kde je vhodné se vyhnout potřebě zvýšené citlivosti. Také fotoaparát je vybaven umělou inteligencí (AI), která umí rozpoznávat objekty a motivy.

## Vlastnosti
Snímač: plnoformátový (full-frame) snímač Exmor R CMOS s vysokým rozlišením o velikosti 35,7 × 23,8 mm. Tento snímač nabízí rozlišení až 61 megapixelů, což je téměř dvojnásobek předchůdce Sony α 7R IV.
Procesor: procesor obrazu BIONZ XR, který umí rozpoznat oblast pleti v obličeji a pomocí nového algoritmu automatické expozice dokáže řídit expozice při fotografování a natáčení videa.
Citlivost: široké rozpětí citlivosti ISO 50 -102 400, což umožňuje fotografování ve velmi různorodých světelných podmínkách s minimálním šumem.
Automatické ostření: pokročilý autofokus s detekcí fáze na senzoru, který poskytuje rychlý a přesný zaostřovací výkon. S automatickým zaostřováním AF-C nebo AF-S lze kdykoli okamžitě přepnout do režimu manuálního zaostřování otáčením zaostřovacího kroužku objektivu. Tahle funkce zajišťuje snadné přepnutí zaostření na jiný objekt za chodu.
Video: záznam videa v 4K Ultra HD rozlišení do 60 snímků za sekundu. Formát XAVC HS umožňuje nahrávat ve vysokém rozlišení 8K Ultra HD (7680 × 4320) 24p.
Displej: čtyřosý výklopný dotykový LCD displej s rozlišením 2,1 milionů bodů a úhlopříčkou 3,2 palců.
Hledáček: elektronický hledáček OLED s rozlišením 9,44 milionů bodů má 100% pokrytí obrazového pole a zároveň má zvětšení 0,9×. Také má v sobě volitelné nastavení 120 snímků za sekundu, které je možno využít pro minimalizaci rozmazání pohybu.
Výdrž baterie: Přibližně 440 snímků (hledáček) / přibližně 530 snímků (LCD displej).

## Porovnání Sony α 7R IV a Sony α 7R V
|                       | α 7R IV                                                             | α 7R V                                                            |
| --------------------- | ------------------------------------------------------------------- | ----------------------------------------------------------------- |
| Rozlišení snímače     | 33 megapixelů                                                       | 61 megapixelů                                                     |
| Procesor              | BIONZ XR                                                            | BIONZ XR                                                          |
| Citlivost             | ISO 100-51 200 nebo ISO 50- 204 800 s rozšířenými hodnotami         | ISO 100-32 000 nebo ISO 50- 102 400 s rozšířenými hodnotami       |
| Sériové snímání       | 10 snímků za sekundu                                                | 10 snímků za sekundu                                              |
| Automatické ostření   | s detekcí kontrastu se 425 body                                     | 693 bodů automatické ostření s fázovou detekcí                    |
| Obrazový stabilizátor | 5,5 kroků stabilizace                                               | 8 kroků stabilizace                                               |
| Video                 | -/4K 60p                                                            | 8K 24p/ 4K 60p                                                    |
| Rozlišení hledáčku    | 3.68M bodů                                                          | 9.44M bodů                                                        |
| Zvětšení hledáčku     | 0.78×                                                               | 0.90×                                                             |
| Rozlišení displeje    | 1,04M bodů                                                          | 2,1M bodů                                                         |
| Úhlopříčka displeje   | 3,0"                                                                | 3,2"                                                              |
| AI                    | Ne                                                                  | Ano                                                               |
| Výdrž baterie         | 530 snímků (s hledáčkem) / přibližně. 670 snímků ( LCD s displejem) | 440 snímků (s hledáčkem) / přibližně 530 snímků (s LCD displejem) |
| Typy souborů          | JPEG, RAW, HEIF                                                     | JPEG, RAW, HEIF                                                   |
| Wifi                  | Ano                                                                 | Ano                                                               |
| USB-C                 | Ano                                                                 | Ano                                                               |
| HDMI výstup           | Ano                                                                 | Ano                                                               |
| Bluetooth             | Ano                                                                 | Ano                                                               |
| Rozměry               | 131,3 × 96,4 × 79,8 mm                                              | 131,3 × 96,9 × 82,4 mm                                            |
| Hmotnost              | 658g                                                                | 723g                                                              |

## Ocenění
Model α 7R V získal cenu TIPA roku 2023 a cenu Amateur Photographer Award 2023 v kategorii produkt roku.